# 里索特鎮區 (密歇根州)
里索特鎮區（英語：Resort Township）是位於美國密歇根州埃米特縣的一個行政鎮區。

## 地方資料
里索特鎮區的面積為55.90平方千米，當中陸地面積為49.50平方千米，而水域面積為6.40平方千米。根據2020年美國人口普查的數據，當地共有人口2835人，而人口密度為每平方千米50.72人。